# منتخب مصر للكرة الطائرة بوضعية الجلوس للرجال
يمثل منتخب مصر للرجال للكرة الطائرة جلوسًا مصر في مسابقات الكرة الطائرة جلوسًا الدولية والمباريات الودية. الفريق هو أحد الوافدين الجدد إلى هذه الرياضة. شاركت مصر في عدة مباريات نصف نهائية في بطولات الألعاب البارالمبية وبطولات العالم.

## اللاعبين

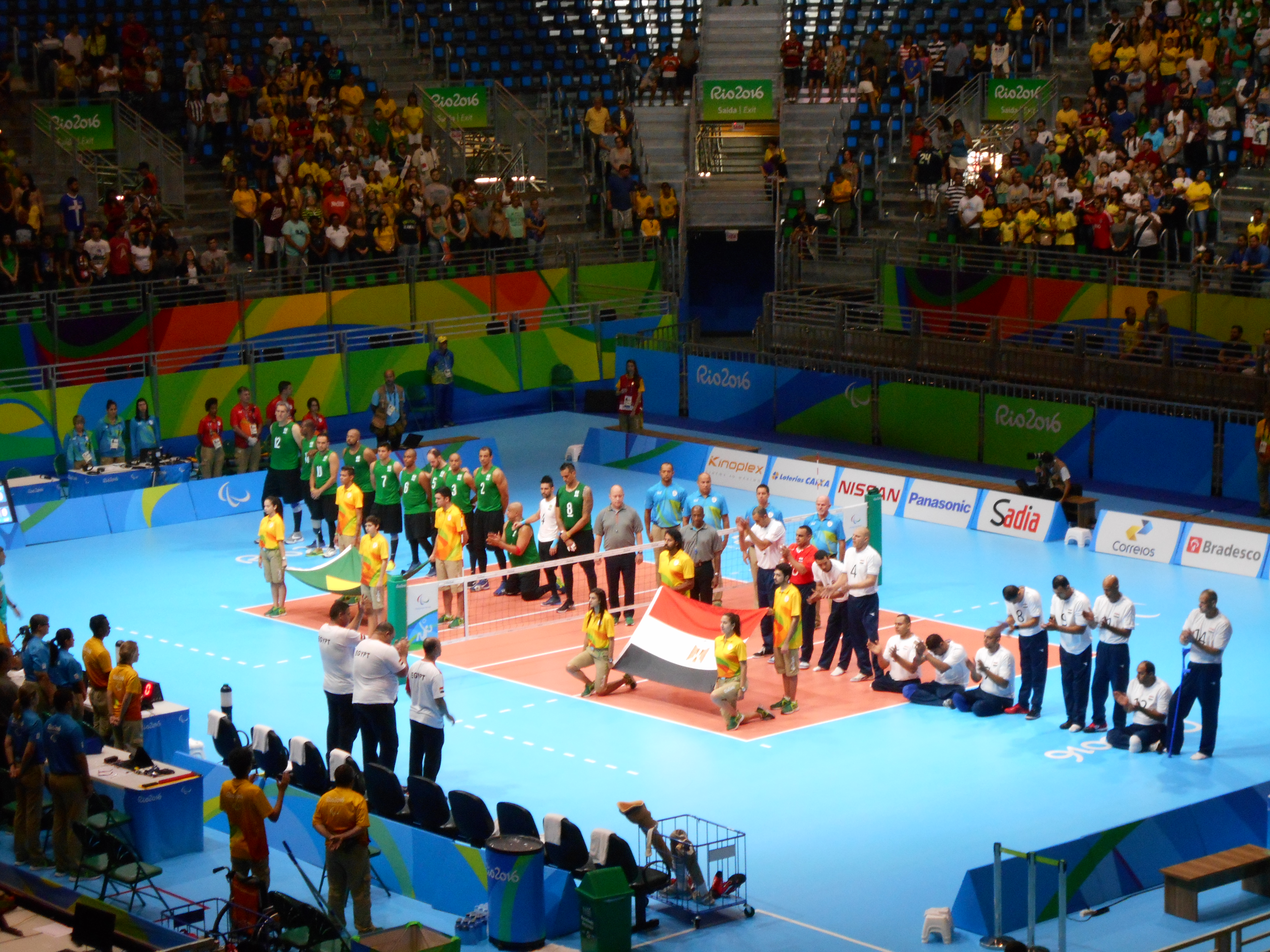
مباراة مصر والبرازيل للرجال في دورة الألعاب البارالمبية الصيفية 2016 في ريو

فيما يلي قائمة مصر في بطولة الكرة الطائرة للرجال في دورة الألعاب البارالمبية الصيفية 2012.
المدرب: منصور المحمدي
| الرقم | الاسم                     | تاريخ الميلاد  | الموقع   | 2012 نادي                 |
| ----- | ------------------------- | -------------- | -------- | ------------------------- |
| 1     | هشام عبد المقصود          | 2 فبراير 1975  | أم       | الحرية                    |
| 2     | تامر مرجان خليل           | 9 مارس 1971    | دبليو أس | الحرية                    |
| 3     | ياسر سعد عبد الوهاب حسن   | 14 أكتوبر1973  | أس إي    | إتحاد نادي الشرطة الرياضي |
| 4     | أشرف زغلول عبد العزيز     | 24 فبراير 1974 | دبليو أس | إتحاد نادي الشرطة الرياضي |
| 5     | طاهر عادل البهائي         | 9 يونيو 1972   | أس إي    | الحرية                    |
| 6     | أحمد محمد سليمان خميس     | 12 أبريل 1987  | أم       | نادى الإسكندرية للبترول   |
| 7     | أحمد محمد فضل             | 1 مارس 1985    | دبليو أس | نادى الإسكندرية للبترول   |
| 8     | محمد عزالدين محمد         | 1 سبتمبر 1992  | دبليو أس | نادى الإسكندرية للبترول   |
| 9     | السيد موسى سعد            | 28 مايو 1979   | دبليو أس | إتحاد نادي الشرطة الرياضي |
| 10    | عبد النبي أحمد عبد اللطيف | 18 يونيو 1972  | دبليو أس | إتحاد نادي الشرطة الرياضي |
| 12    | محمد ابراهيم              | 29 مارس 1979   | أم       | إتحاد نادي الشرطة الرياضي |

قائمة منتخب مصر في 2016:
- 1 (س) الشويخ هشام (ك) - ضارب خارجي
- 3 خاطر شعبان - خارج الضارب
- 4 (س) عبدالله أشرف - مقابل سبايكر
- 5 زيد محمد - ستر
- 6 (س) سليمان أحمد - الكتلة الوسطى
- 7 عامر أحمد - ضارب خارجي
- 8 مسعود حسام - صانع ألعاب
- 9 (س) موسى السيد - ضارب خارجي
- 10 (س) عبد اللطيف عبد النبي – ليبيرو
- 11 عيد صبري - ضارب خارجي
- 12 (س) أبو اليزيد محمد - الكتلة الوسطى
- 14 (س) أبو الخير مطاوع - ضارب خارجي

## النتائج
الأبطال    الثاني في السباق    المركز الثالث    المركز الرابع
- يشير لون الحدود الأخضر إلى أن البطولة أقيمت على أرض الوطن.[1]

### الألعاب البارالمبية
| 1976 تورونتو | لم يشارك        | لم يشارك      | لم يشارك | لم يشارك | لم يشارك | لم يشارك | لم يشارك | لم يشارك | لم يشارك |
| 1980 أرنهيم  | مرحلة المجموعات | المركز السادس | 6        | 2        | 4        | 6        | 12       |          |          |
| نيويورك 1984 | مرحلة المجموعات | المركز الثامن | 5        | 1        | 4        | 3        | 13       |          |          |
| 1988 سيول    | مرحلة المجموعات | المركز التاسع | 5        | 1        | 4        | 3        | 12       |          |          |
| برشلونة 1992 | مرحلة المجموعات | المركز الثامن | 7        | 2        | 5        | 9        | 15       |          |          |
| 1996 أتلانتا | لم يشارك        | لم يشارك      | لم يشارك | لم يشارك | لم يشارك | لم يشارك | لم يشارك | لم يشارك | لم يشارك |
| 2000 سيدني   | نصف النهائي     | المركز الرابع | 8        | 6        | 2        | 19       | 6        |          |          |
| 2004 أثينا   | نصف النهائي     | المركز الثالث | 6        | 3        | 3        | 12       | 9        |          |          |
| 2008 بكين    | نصف النهائي     | المركز الرابع | 5        | 2        | 3        | 8        | 9        |          |          |
| 2012 لندن    | ربع النهائي     | المركز السادس | 5        | 2        | 3        | 9        | 9        |          |          |
| 2016 ريو     | نصف النهائي     | المركز الثالث | 5        | 4        | 1        | 12       | 9        |          |          |
| 2020 طوكيو   | مرحلة المجموعات | المركز الخامس | 4        | 2        | 2        | 6        | 8        |          |          |
| 2024 باريس   | نصف النهائي     | المركز الثالث | 5        | 3        | 2        | 11       | 9        |          |          |
| المجموع      | 3 ميداليات      | 11/13         | 61       | 28       | 33       | 98       | 111      |          |          |

### بطولات العالم
| سنة           | موضع          |
| ------------- | ------------- |
| طهران 1998    | المركز السابع |
| القاهرة 2002  | المركز الرابع |
| 2006 رويرموند | المركز الثالث |
| 2010 إدموند   | المركز الثالث |
| 2014 إلبلاج   | المركز الرابع |
| أرنهيم 2018   | المركز السادس |

### البطولات الصغرى
سراييفو المفتوحة البطولة:
- الوصيف المركز الثاني (1) : 2006
- المركز الرابع (1) : 2016

## التصنيف العالمي
اعتبارًا من 28 سبتمبر 2016.
| رتبة | حركة | دولة            | نقاط | منطقة            |
| ---- | ---- | --------------- | ---- | ---------------- |
| 1    |      | إيران           | 5215 | آسيا وأوقيانوسيا |
| 2    |      | البرازيل        | 4708 | بان امريكا       |
| 3    | ▲ 1  | مصر             | 4523 | أفريقيا          |
| 4    | ▼ 1  | البوسنة والهرسك | 4300 | أوروبا           |
| 5    |      | ألمانيا         | 3578 | أوروبا           |

## طاقم التدريب
| موضع           | اسم          | سنوات النشاط |
| -------------- | ------------ | ------------ |
| المدرب الرئيسي | الايوتي مسعد |              |
| مساعد المدرب   | البهائي طاهر |              |
| مساعد المدرب   | عباس عميم    |              |
| المعالج/المدرب | أحمد عمرو    |              |